# Torna a casa Lassie! (romanzo)
Torna a casa Lassie! (Lassie Come-Home) è un romanzo per ragazzi del 1940 scritto da Eric Knight. La storia vede come protagonista il cane Lassie, personaggio che successivamente riscosse molto successo nelle trasposizioni televisive e cinematografiche.
Lo scrittore Eric Knight morì nel corso delle riprese del primo film ispirato al romanzo, Torna a casa, Lassie!, il 15 gennaio 1943. In servizio durante la seconda guerra mondiale come maggiore dei servizi speciali dell'esercito statunitense, l'aereo da trasporto su cui era imbarcato precipitò per ragioni mai appurate nella giungla dell'allora Guyana Olandese (Suriname) in uno dei peggiori disastri patiti dall'aviazione statunitense.

## Trama
Lassie è il cane della famiglia Carraclough, è un maestoso esemplare di Rough Collie ed è apprezzata da tutto il paese di Ponte Greenall, nella contea di York. Joe, il figlio unico della famiglia, le è molto affezionato e Lassie lo aspetta ogni giorno all'uscita della scuola per accompagnarlo a casa. La felicità della famiglia Carraclough però finisce con il sopraggiungere di difficoltà economiche, che spingono il padre Sam a vendere Lassie al duca di Rudling, vecchio burbero e cinofilo che da tempo agognava quel cane. Nei giorni successivi Lassie scappa regolarmente dalle gabbie in cui viene rinchiusa per non mancare all'appuntamento davanti alla scuola di Joe, ma i suoi genitori riconsegnano tutte le volte il cane a Rudling per onestà.
Il duca si ritira nella sua residenza nelle Terre Alte scozzesi, portando con sé anche Lassie e dunque allontanandola definitivamente dai sui vecchi padroni. Priscilla, la giovane nipote del vecchio, si rattrista per la solitudine di Lassie e alla prima occasione le permette di scappare lasciandola correre in libertà. Lassie rimasta sola intraprende un lungo viaggio verso casa, guidata solo dall'istinto e ostacolata sia dalla forza della natura che dalla mano dell'uomo, ma incontra anche alcune persone di buon cuore che l'aiutano a proseguire.
Mesi dopo Lassie ritorna a Ponte Greenall, come sempre puntuale al cancello della scuola per aspettare Joe Carraclough, il quale la riporta a casa dove i genitori la curano dalle ferite del viaggio. Il duca di Rudling si presenta ai Carraclough proprio in quei giorni sperando di assumere Sam come custode dei suoi canili e trovando Lassie si rende conto dell'ammirevole impresa compiuta dal cane. La madre di Joe discute vivacemente con il duca e riesce a ottenere per suo marito il posto di lavoro con un ottimo salario. Dal canto suo, il duca ottiene una volta per tutte il cane che voleva assieme al nuovo operaio, dal momento che concederà all'intera famiglia Carraclough di abitare nella sua proprietà. Dopo tanto tempo, grazie a Lassie, è tornata la felicità nella famiglia di Joe.

## Riconoscimenti
- Young Reader's Choice Award, 1943[2]